# 藤崎翔
藤崎 翔（ふじさき しょう、1985年10月9日 - ）は、日本の小説家、元お笑い芸人。本名、同じ。
茨城県牛久市出身。

## 略歴
牛久市立牛久第二中学校を経て、茨城県立竜ヶ崎第一高等学校卒業後にお笑い芸人を目指して上京し、三島裕一（現在はピン芸人「ハッピーマックスみしま」として活動）と、お笑いコンビ「セーフティ番頭」を結成。コントの台本を100本以上書き上げた。NHK「爆笑オンエアバトル」に5回挑戦し1回オンエアされる。2010年に6年間活動したコンビを解消。
ホームヘルパーの資格を取得。清掃業などのアルバイトをしながら小説を執筆し、様々な文学賞に応募する。2014年、初めて書いた長編ミステリー『神様のもう一つの顔』（刊行時『神様の裏の顔』に改題）で第34回横溝正史ミステリ大賞を受賞し、小説家デビューする。
2020年、資金繰りが悪化していたお笑い劇場『新宿バティオス』に、高校卒業後6年間お笑い芸人として活動していた身としての恩返しとして、クラウドファンディングで「命名権」を約290万円で購入。2020年から1年間、同劇場の入口の看板は「新宿バティオスwith年収並みの命名権を買っちゃったから小説が売れないと困る藤崎翔」となっていた。

## 作品リスト
- 神様の裏の顔（2014年9月 KADOKAWA/角川書店 / 2016年8月 角川文庫）
- 私情対談（2015年6月 KADOKAWA/角川書店）
  - 【改題】殺意の対談 （2017年4月 角川文庫）
- こんにちは刑事（でか）ちゃん（2016年4月 中公文庫）
- おしい刑事（2016年10月 ポプラ文庫）
- 恋するおしい刑事（2017年6月 ポプラ文庫）
- お隣さんが殺し屋さん（2017年11月 角川文庫）
- 時間を止めてみたんだが (2018年9月 講談社文庫)
- 指名手配作家（2019年4月 双葉社）
- OJOGIWA（2020年1月 ポプラ社）
- あなたに会えて困った（2020年5月 双葉社）
  - 【改題】逆転泥棒（2023年10月 双葉文庫）
- 読心刑事・神尾瑠美（2020年10月 双葉文庫）
- 比例区は「悪魔」と書くのだ、人間ども（2020年12月 光文社）
  - 【改題】三十年後の俺　(2023年12月 光文社文庫)
- 守護霊刑事（2021年4月 ポプラ文庫）
- 逆転美人（2022年10月 双葉文庫）
- モノマネ芸人、死体を埋める（2023年7月 祥伝社文庫）
- お梅は呪いたい(2024年2月 祥伝社文庫）
- みんなのヒーロー (2024年4月 幻冬舎文庫 ）
- 逆転ミワ子（2024年10月 双葉文庫）
- お梅は次こそ呪いたい(2024年12月 祥伝社文庫）
- 冥土レンタルサービス（2025年8月 祥伝社文庫）

## 映像化作品

### テレビドラマ
- おしい刑事（2019年5月5日 - 5月26日、NHK BSプレミアム「プレミアムドラマ」、主演：風間俊介）[7]
- やっぱりおしい刑事（2021年3月7日 - 4月25日、NHK BSプレミアム「プレミアムドラマ」、主演：風間俊介）